# National Museum of Rural Life
National Museum of Rural Life, tidligere kendt som Museum of Scottish Country Life, er et frilandsmuseum der ligger i Wester Kittochside farm, mellem East Kilbride i South Lanarkshire og Carmunnock i Glasgow. Det drives af National Museums Scotland.